# The Gun and the Pulpit
The Gun and the Pulpit is een Amerikaanse western gemaakt voor TV uit 1974.

## Verhaal
Een ter dood veroordeelde man op de vlucht voor een boze menigte vindt het lijk van een priester. Hij besluit zich voor te doen als de nieuwe priester van het dorpje. De priester wordt al snel favoriet van het door een corrupte man gerunde dorpje.

## Rolverdeling
| Acteur            | Personage       |
| ----------------- | --------------- |
| Marjoe Gortner    | Ernie Parsons   |
| Slim Pickens      | Billy One-Eye   |
| David Huddleston  | Mr. Ross        |
| Geoffrey Lewis    | Jason McCoy     |
| Estelle Parsons   | Sadie Underwood |
| Pamela Sue Martin | Sally Underwood |
| Jeff Corey        |                 |
| Karl Swenson      | Adams           |
| Jon Lormer        | Luther          |
| Robert Phillips   | Tom Underwood   |
| Larry Ward        | Max             |
| Joan Goodfellow   | Dixie           |